# Drosanthemum anemophilum
Drosanthemum anemophilum là một loài thực vật có hoa trong họ Phiên hạnh. Loài này được van Jaarsv. & S.A.Hammer mô tả khoa học đầu tiên năm 2004.